# Campionati mondiali di canoa/kayak slalom 1987
I XX Campionati mondiali di canoa/kayak di slalom si sono svolti a Bourg-Saint-Maurice (Francia).

## Podi

### Uomini
| Evento        | Oro                                  | Perform. | Argento                               | Perform. | Bronzo                                        | Perform. |
| Canoa         |                                      |          |                                       |          |                                               |          |
| C-1           | Stati Uniti Jon Lugbill              |          | Stati Uniti David Hearn               |          | Stati Uniti Bruce Lessels                     |          |
| C-1 a squadre | Stati Uniti                          |          | Francia                               |          | Cecoslovacchia                                |          |
| C-2           | Francia Pierre Calori Jacques Calori |          | Stati Uniti Lecky Haller Jamie McEwan |          | Cecoslovacchia Milan Kučera Miroslav Hajducik |          |
| C-2 a squadre | Francia                              |          | Cecoslovacchia                        |          | Germania Ovest                                |          |
| Kayak         |                                      |          |                                       |          |                                               |          |
| K-1           | Germania Ovest Toni Prijon           |          | Jugoslavia Jernej Abramic             |          | Jugoslavia Marjan Strukelj                    |          |
| K-1 a squadre | Regno Unito                          |          | Jugoslavia                            |          | Francia                                       |          |

### Donne
| Evento        | Oro                           | Perform. | Argento                  | Perform. | Bronzo                                  | Perform. |
| Kayak         |                               |          |                          |          |                                         |          |
| K-1           | Regno Unito Elizabeth Sharman |          | Francia Myriam Jerusalmy |          | Germania Ovest Elisabeth Micheler-Jones |          |
| K-1 a squadre | Germania Ovest                |          | Francia                  |          | Stati Uniti                             |          |

## Medagliere
| Posizione | Paese          | Oro | Argento | Bronzo | Totale |
| --------- | -------------- | --- | ------- | ------ | ------ |
| 1         | Francia        | 2   | 3       | 1      | 6      |
| 2         | Stati Uniti    | 2   | 2       | 2      | 6      |
| 3         | Germania Ovest | 2   | 0       | 2      | 4      |
| 4         | Regno Unito    | 2   | 0       | 0      | 2      |
| 5         | Jugoslavia     | 0   | 2       | 1      | 3      |
| 6         | Cecoslovacchia | 0   | 1       | 2      | 3      |
| Totale    | Totale         | 8   | 8       | 8      | 24     |